# Kościół św. Trójcy we Wrocławiu (Krzyki)
Kościół św. Trójcy – świątynia katolicka, która znajdowała się we Wrocławiu, na Krzykach przy moście przez Ślęzę. Zbudowana w latach 1937–1938. Zniszczona w czasie II wojny światowej.